# Landsfodboldturneringen 1918-19
Landsfodboldturneringen 1918-19 var den sjette sæson om Danmarksmesterskabet i fodbold for herrer organiseret af DBU. Turneringen blev vundet af AB. Det var ABs første danske mesterskab.

## Baggrund
I finalen i Landsfodboldturneringen mødtes vinderen af den københavnske A-Rækken under Københavns Boldspil Union (KBU) og vinderen af Provinsmesterskabsturneringen. For femte år i træk var Bornholms Boldspil Union ikke repræsenteret i turneringen. Minefare i Østersøen efter 1. Verdenskrig vanskeliggjorde passagerskibssejlads mellem Bornholm og det øvrige Danmark.

## Provinsmesterskabsturneringen

### 1. runde
| 18. maj 1919 |

| Korsør BK | 0 - 2 | B 1901 |
| --------- | ----- | ------ |
|           |       |        |

| Næstved |

| 18. maj 1919 |

| OB | 2 - 1   | AGF                      |
| -- | ------- | ------------------------ |
|    | (0 - 1) | Johannes Langgaard 40' · |

| Odense Dommer: Hagbard Vestergaard |

### Finale
| 24. maj 1919 |

| B 1901            | 4 - 1   | OB |
| ----------------- | ------- | -- |
| Holger Brodthagen | (0 - 0) |    |

| Nykøbing Falster Tilskuere: 800 Dommer: Emil Jørgensen, København |

## A-Rækken (København)
Turneringen var denne sæson udvidet fra seks til syv hold.

| Pos | Hold     | K  | V  | U | T  | M+ | M- | MR    | P  | Kvalifikation eller nedrykning |
| --- | -------- | -- | -- | - | -- | -- | -- | ----- | -- | ------------------------------ |
| 1   | AB       | 12 | 11 | 0 | 1  | 46 | 16 | 2,875 | 22 | Kvalificeret til finalen       |
| 2   | B 93     | 12 | 8  | 2 | 2  | 51 | 20 | 2,550 | 18 |                                |
| 3   | KB (M)   | 12 | 8  | 1 | 3  | 41 | 21 | 1,952 | 17 |                                |
| 4   | Frem     | 12 | 5  | 2 | 5  | 23 | 19 | 1,211 | 12 |                                |
| 5   | B 1903   | 12 | 3  | 2 | 7  | 19 | 27 | 0,704 | 8  |                                |
| 6   | KFUM (O) | 12 | 2  | 1 | 9  | 18 | 67 | 0,269 | 5  |                                |
| 7   | ØB (O)   | 12 | 1  | 0 | 11 | 14 | 42 | 0,333 | 2  | Kvalifikation til A-rækken[A]  |

1. ^ Kvalifikation til A-rækken: ØB - Borup IF 6-0.

## Finale
| 15. juni 1919 |

| AB                                   | 3 - 0   | B 1901 |
| ------------------------------------ | ------- | ------ |
| Svend Holm 22' 51' · Arne Kleven 49' | (1 - 0) |        |

| Idrætsparken, København Tilskuere: 3.000 Dommer: Emil Jørgensen |